# Esnon
Esnon település Franciaországban, Yonne megyében. Lakosainak száma 386 fő (2022. január 1.). Esnon Bellechaume, Ormoy, Brienon-sur-Armançon, Bussy-en-Othe, Migennes és Paroy-en-Othe községekkel határos.

## Népesség
A település népességének változása:
| Lakosok száma | 393  | 391  | 399  | 392  | 393  | 394  | 395  | 396  | 386  |
|               | 2013 | 2015 | 2016 | 2017 | 2018 | 2019 | 2020 | 2021 | 2022 |